# أدامانتيوس كوريس
أدامانتيوس كوريس أو كوريخس (باليونانية: Ἀδαμάντιος Κοραῆς)، كان عالما إنسانيا يونانيا له الفضل في وضع الأسس لللأدب وشخصية رئيسية في حقبة تنوير يوناني حديث. مهدت نشاطاته الطريق لحرب الاستقلال اليونانية وظهور شكل مهذب للغة اليونانية، والمعروفة باسم كاثروفيوسا (Katharevousa). تؤكد موسوعة بريتانيكا أن «تأثيره على اللغة والثقافة اليونانية الحديثة قد قورن مع تأثير دانتي على الإيطالية ومارتن لوثر على الألمانية».

## الحياة ووجهات النظر

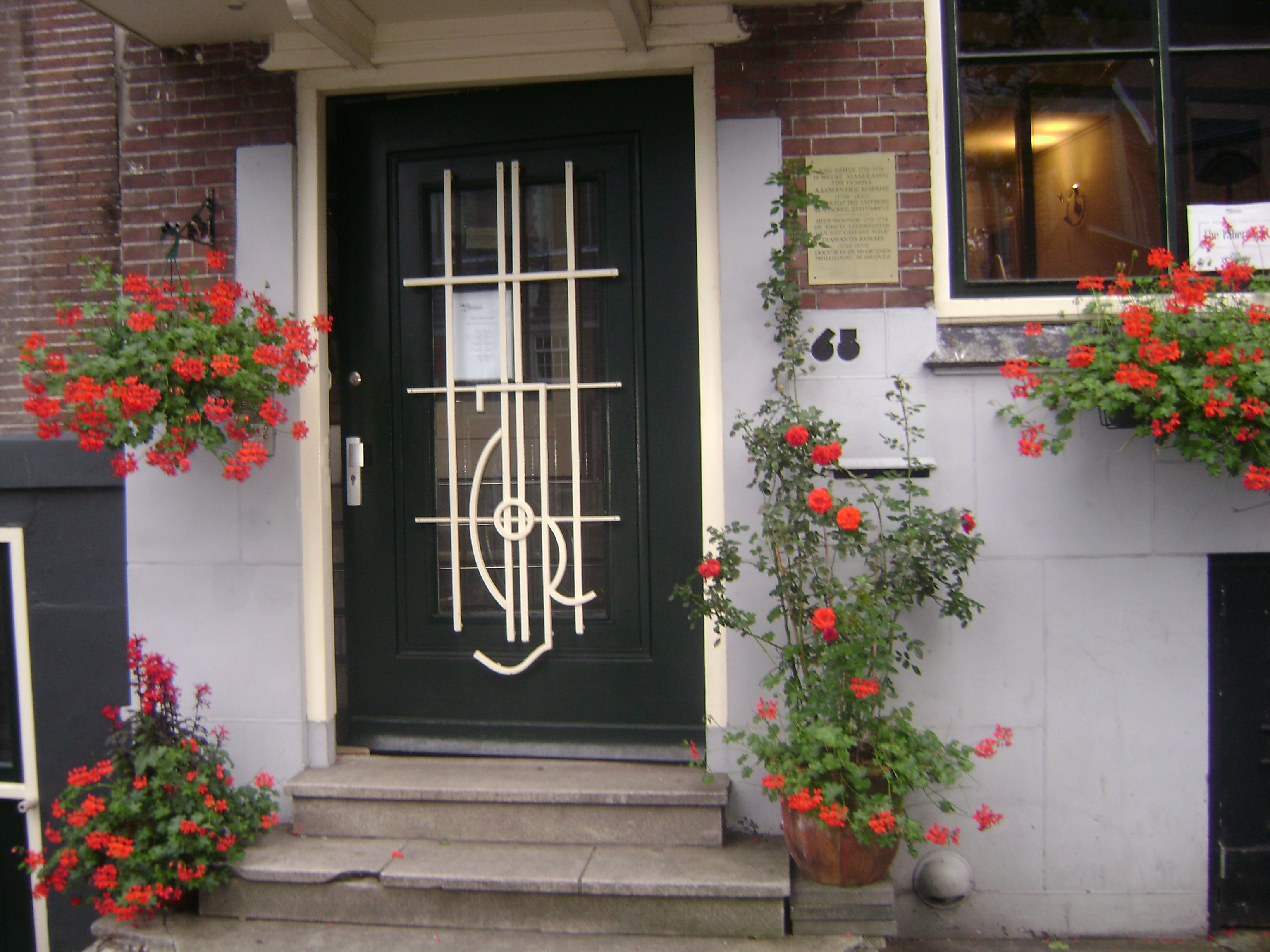
منزل أدامانتيوس كورايس في شارع 65 فوربورغوال، أمستردام.

ولد كوريس في سميرنا عام 1748. كان متحمساً بشكل استثنائي للفلسفة ومحو الأمية واللغويات حيث قام بدراستها إلى حد كبير في شبابه. درس في البداية في مدينته، حيث تخرج من المدرسة اليونانية الإنجيلية في سميرنا. كما سافر وهو كبير إلى باريس حيث سيواصل حماسته للمعرفة. قام بترجمة مؤلفات اليونانيين القدماء وأنتج ثلاثين مجلداً من هذه الترجمات.
درس كوريس في مدرسة الطب في جامعة مونبلييه من 1782 إلى 1787. كان اطروحته لشهادة دبلوم 1786 بعنوان «ملخص ما قبل الولادة» (Pyretologiae Synopsis)، في حين كان أطروحته لشهادة الدكتوراه في 1787 بعنوان «بيروقراطية الطبيب» (Medicus Hippocraticus). بعد عام 1788، كان يقضي معظم حياته كمغترب في باريس. كان أحد العلماء الكلاسيكيين، وقد رفض كوريس التأثير البيزنطي علة المجتمع اليوناني وكان منتقدًا شرسًا لجهل رجال الدين وخضوعهم للإمبراطورية العثمانية، على الرغم من أنه أقر بأن الكنيسة الأرثوذكسية هي التي حافظت على الهوية القومية لليونانيين.
بينما كان في باريس، كان شاهداً على الثورة الفرنسية. تأثر بالمشاعر الثورية والليبرالية في عصره. كان معجباً بتوماس جفرسون. وتبادل الأفكار السياسية والفلسفية مع رجل الدولة الأمريكي. وهو رجل نموذجي من عصر التنوير، وقد شجع كوريس اليونانيين الأثرياء على فتح مكتبات ومدارس جديدة في جميع أنحاء اليونان. واعتقد كوريس أن التعليم لن يضمن فقط تحقيق الاستقلال ولكن أيضاً وضع دستور صحيح للدولة اليونانية المحررة الجديدة. لقد تصور اليونان الديمقراطية والتي تصور مجد العصر الذهبي للبريكليس.
توفي كوريس في باريس عن عمر 84 عامًا بعد نشر المجلد الأول من سيرته الذاتية. تم إرسال رفاته إلى اليونان عام 1877، ليتم دفنها هناك.

## المنشورات

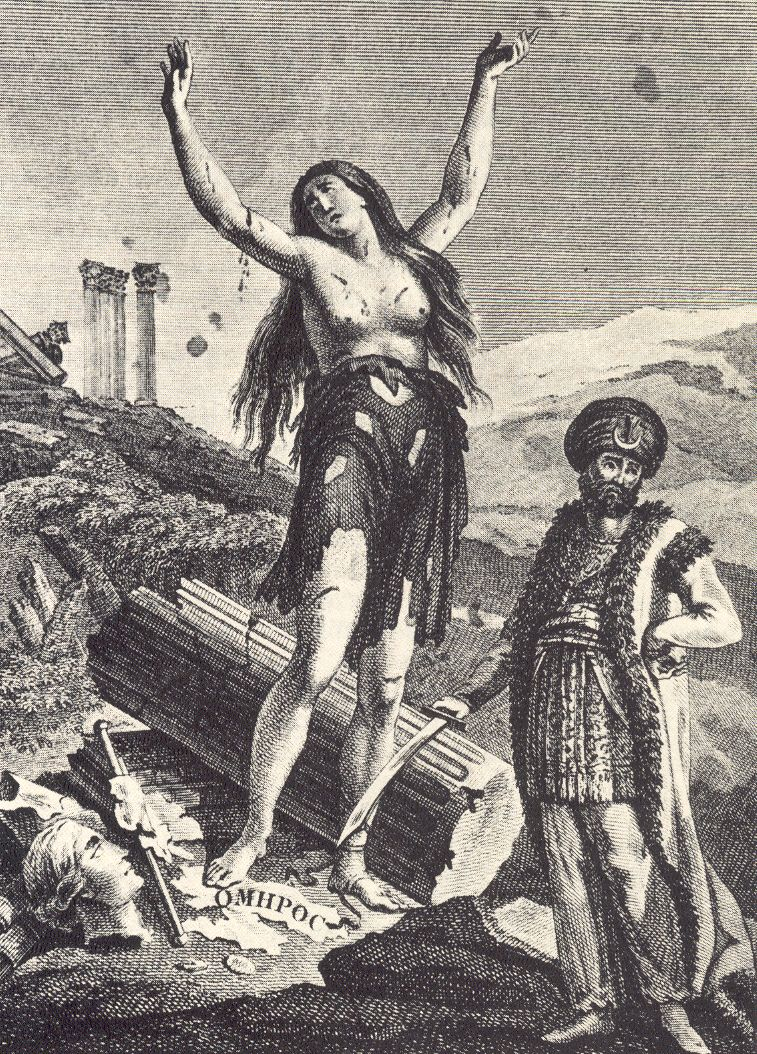
غلاف كتابه "Salpisma Polemistirion" (1801)

أسهم كورايس بشكل كبير في المجال الأدبي، تمكنت مجموعة من تجار جزيرة خيوس من نشر وعرض أعماله للجمهور، وكان يشعر بامتنان تجاه هؤلاء التجار، حيث لولاهم لكان من غير الممكن ماليًا نشر أعماله. تضمنت أعماله ترجمة لأعمال مثل كتاب "سترابو" باللغة اليونانية، وعمل آخر حول "ماركوس أوريليوس"، وترجمته لكتاب "هيرودوتس"، وترجمته للإلياذة لهوميروس، بالإضافة إلى عمله الأدبي الرئيسي والذي يتألف من سبعة عشر مجلدًا ويحمل عنوان "مكتبة الأدب اليوناني".
بدأت كتاباته السياسية في بداية القرن التاسع عشر بنشره لكتابي "أسماء بوليميستيريون" (ترنيمة حرب) و"سالبيسما بوليميستيريون" (نداء بوق الحرب العسكري)، حيث احتفل بوجود القوات اليونانية التي شاركت جنبًا إلى جنب مع الفرنسيين في مصر. ومن قبل ذلك، واجه بطريرك القدس الأرثوذكسي من خلال كتابه "أديلفيكي ديداسكاليا" بسبب حثه للمواطنين المسيحيين تحت حكم السلطان لدعم العثمانيين في حربهم ضد الفرنسيين الذين وصفهم بأنهم "ملحدين". وعلى العكس من ذلك، دعا اليونانيين للقتال إلى جانب الفرنسيين الذين كانوا يتمتعون بأفضلية الجيش القديم.
وقام كورايس بنشر تقرير في عام 1803 حول "الحالة المعاصرة للحضارة في اليونان"، استنادًا إلى سلسلة من المحاضرات التي قدمها في باريس، حيث أشاد بالرابط بين صعود طبقة تجارية يونانية جديدة وتقدم النهضة اليونانية أو الديافوتيسموس. وفي عمل نشره في عام 1805 بعنوان "ماذا يجب علينا نحن اليونانيين أن نفعل في الظروف الحالية؟"، حاول أن يجذب أبناء بلاده إلى نابليون ويبعدهم عن قضية زملائهم الروس الذين يتبعون نفس الديانة. في سنوات لاحقة، تراجع حماسه للإمبراطور الفرنسي، وانتهى به المطاف بالإشارة إليه بأنه "طاغية الطغاة".
بعيدًا عن السياسة المعاصرة، قام كورايس بالكثير لإحياء فكرة اليونان من خلال إنشاء المكتبة اليونانية، والتي كانت مخصصة لإعادة طبع النصوص الكلاسيكية بإصدارات جديدة، بدءًا من هوميروس في عام 1805. خلال العشرين سنة التالية، ظهرت العديد من الإصدارات الأخرى، مع مقدمات طويلة من قبل كورايس تحمل عنوان "انعكاسات فورية"، والتي تحتوي على آرائه حول المسائل السياسية والتعليمية واللغوية. على الرغم من أن الجماهير اليونانية العامة كانت خارج نطاق تأثيره، إلا أنه شغل دورًا مهمًا في تشكيل وعي جديد بين النخبة الفكرية، والتي لعبت دورًا في إطلاق حركة وطنية جديدة.
مع اندلاع الثورة اليونانية في عام 1821، كان كورايس كبيراً جدًا للانضمام إلى الصراع. ومع ذلك، أصبح منزله في باريس مركزًا للمعلومات والاجتماعات بين اليونانيين في باريس ومصدرًا للمساعدات المالية. كما كتب العديد من الرسائل لتقديم نصائح للثوار. في البداية، كان مؤيدًا لكابوديسترياس، وفي النهاية عارض سياسته.

## في الدين
كان كوريس يونانياً أرثوذكسياً ولكنه انتقد كثير من ممارسات الكنيسة الأرثوذكسية. وكان منتقد شرس لبطريرك القسطنطينية المسكوني فاعتبره أداة مفيدة للعثمانيين ضد الاستقلال اليوناني. لذلك فقد دعم كنيسة اليونان التي كانت قد تأسست حينها.

## الثورة اللغوية

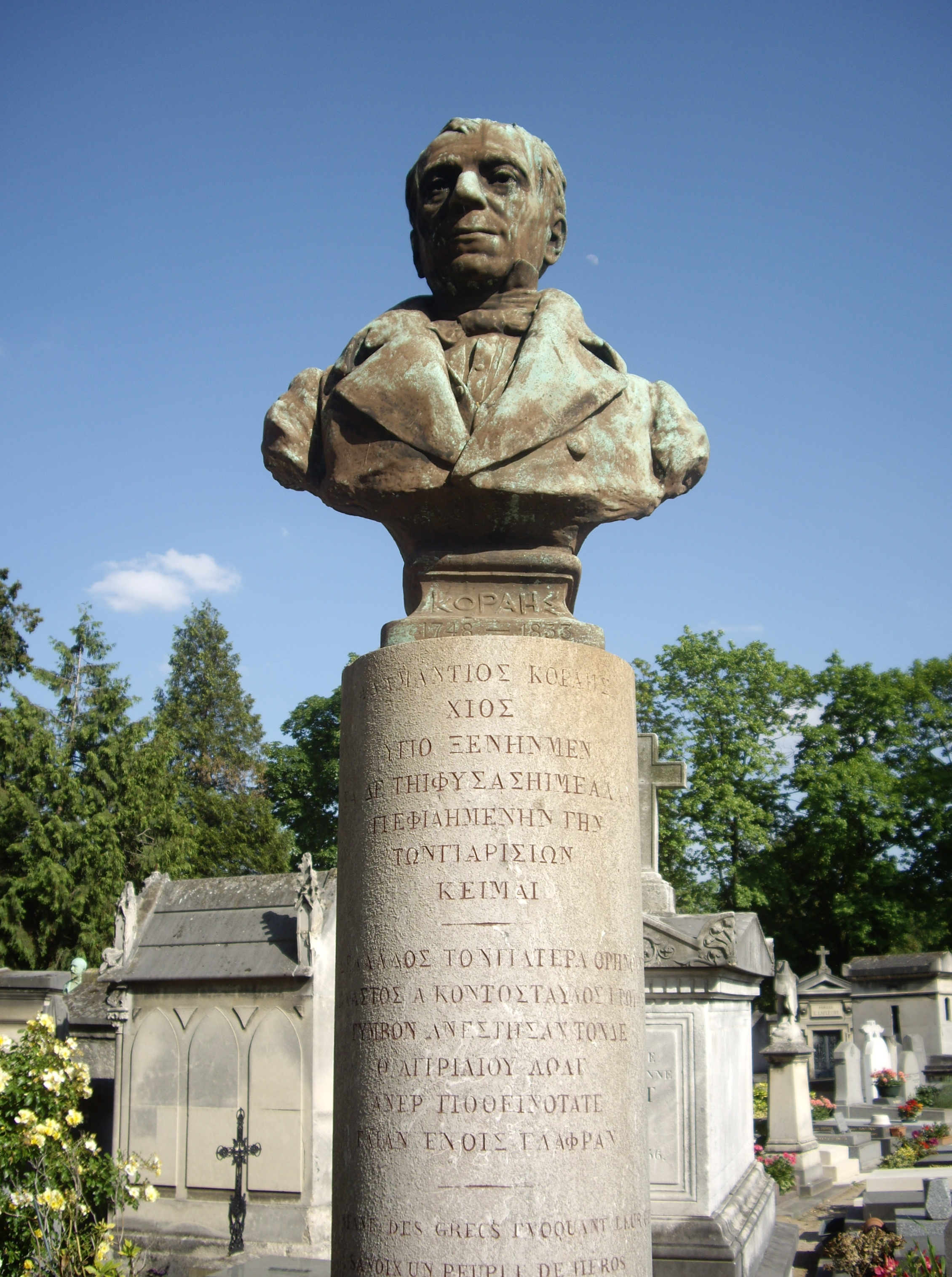
النصب التذكاري لكورايس. مقبرة مونبارناس.

واحدة من إنجازاته الأكثر أهمية كانت مساهمته في إعادة تعريف اللغة اليونانية. كان اليونانيون متشتتين في أنحاء أوروبا، حيث كانوا يخدمون أسيادًا متعددين. قرر تنقية اللغة من العناصر الأجنبية (مثل اللغة التركية، والكلمات والعبارات الغربية).
خلال فترة كورايس، كانت مسألة اللغة اليونانية موضوعًا للنقاش بين "الأرخايون" وأنصار لغة أبسط. وكانت لديه مشكلة أخرى هي عدم وجود نموذج معترف به من اللغة اليونانية الحديثة (والتي أصبحت في وقت لاحق تُعرف بلغة الشعب أو اليونانية الحديثة القياسية)، حيث كان اليونانيون في كل منطقة يتحدثون بلهجات مختلفة.
قرر كورايس أن يسلك "المسار الأوسط" ويقوم بتنقية اللغة من العناصر التي اعتبرها "دخيلة". وقادت هذه الجهود في النهاية إلى نشره لكتاب "أتاكتا"، وهو أول قاموس يوناني حديث.
رؤية كورايس أدت أيضًا إلى إنشاء واعتماد "الكاثاريفوسا" (اللغة النقية) من قبل العلماء والدولة اليونانية، وهي لغة صناعية استندت إلى اللغة الكنسية المستخدمة من قبل الكنيسة الأرثوذكسية اليونانية، وتقترب من اليونانية الكوينية القديمة.

## التأثير على النظام الدستوري والقانوني اليوناني

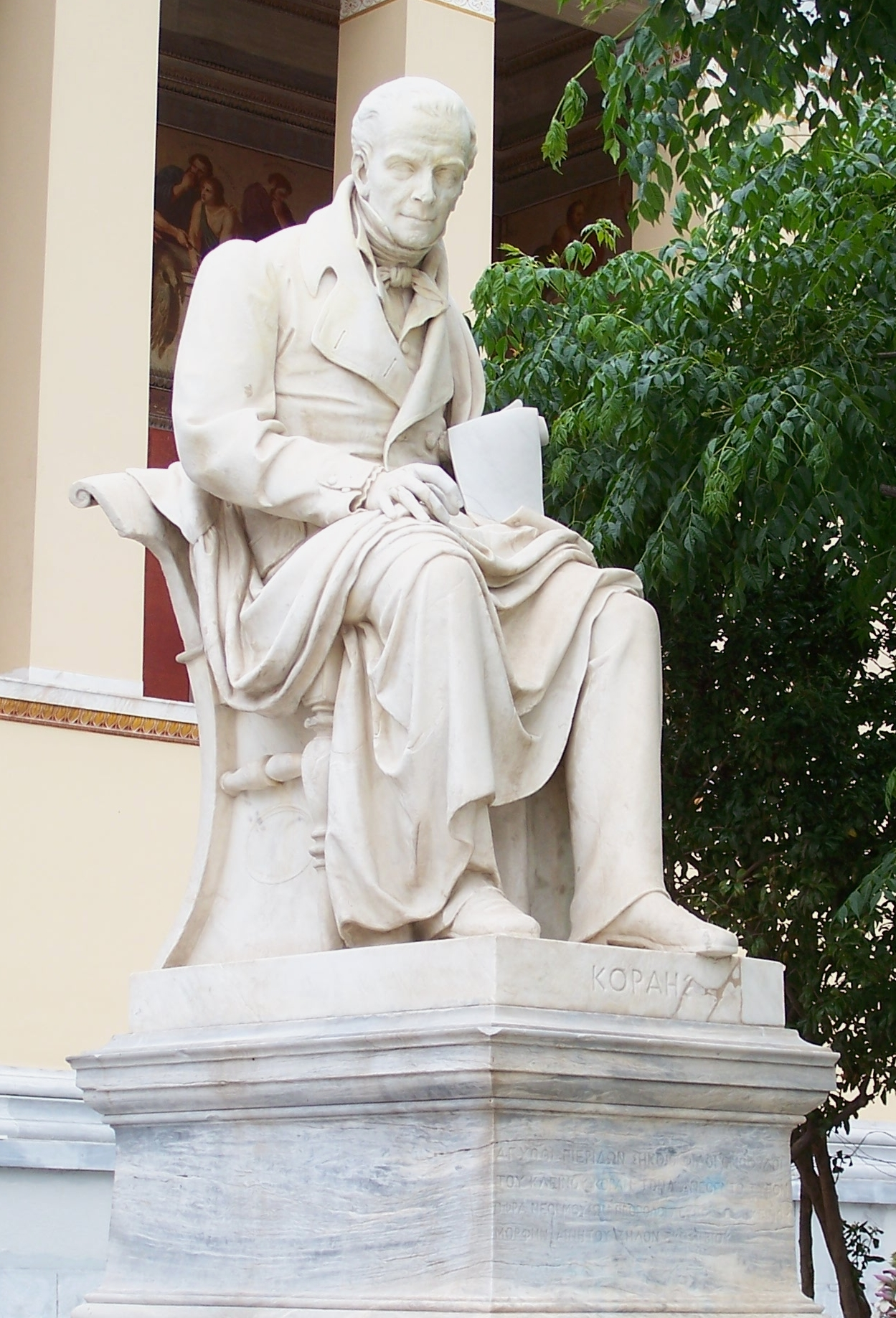
تمثال لكوريس في أثينا من عمل إيونيس كوسوس.

كان لكوريس آراء شغوفة حول النظام القانوني وكيفية عمله في البلدان الديمقراطية، وتأثرت آرائه بالتنوير الفرنسي لشخصيات من أمثال مونتسكيو وروسو. واستطاع التأثير بصورة غير مباشرة على دساتير الثورة اليونانية، ولكن في المقام الأول على الدساتير الموضوعة بعد نهاية الثورة اليونانية. ويعد هذا العنصر هاماً بسبب ما تمثله هذه الدساتير كحجر أساس للدستور اليوناني والفلسفة التي تكمن وتتجذر فيه المبادئ التوجيهية للنظامين القضائي والقانوني حتى يومنا هذا.
يعود سبب تأثير كوريس على القانون اليوناني للعلاقة الشخصية والفكرية التي أقامها مع مفكر وباحث يوناني يدعى وهو نيكولاوس ساريبولوس. آراء كوريس التقدمية إزاء كيف ينبغي العمل بالنظام القانوني الجديد في اليونان ترجع أصولها إلى المراسلات التي وقعت بين الرجلين والتي استمرت لفترة طويلة وبظأت قبيل نشوب الثورة اليونانية. تُبيّن هذه الرسائل تأثير كوريس على ساريبولوس، فقد كان كوريس يكبرهُ سناً. توجد هذه الرسائل في أراشيف المكتبة الوطنية باليونان، وجذبت اهتمام الأكاديميين المعنيين عام 1996.
وضع وجه كوريس تكريماً له على العملة الورقية من فئة 100 دراخما، والتي استخدمت من 1978 حتى 2001.

## وصلات خارجية
- أدامانتيوس كوريس على موقع الموسوعة البريطانية (الإنجليزية)
- Koraes Library in Chios, Greece, webpage